# Równina aluwialna
Równina aluwialna – płaski lub prawie całkowicie poziomy teren ukształtowany w wyniku działalności rzecznej i zbudowany z osadów rzecznych.
Równiny aluwialne powstają w wyniku meandrowania rzek; gdy łuk meandra zwiększa się, na jego dawne miejsca obecności nanoszone jest aluwium. Minimalna szerokość równiny jest równa wychyleniu meandra od pierwotnego koryta rzeki.